# Wanda Vázquez
Wanda Vázquez Garced, née le 9 juillet 1960 à San Juan (Porto Rico), est une avocate, fonctionnaire et femme d'État portoricaine, secrétaire à la Justice de 2017 à 2019 et gouverneure de Porto Rico du 7 août 2019 au 2 janvier 2021.

## Biographie

### Carrière de fonctionnaire
Au cours des années 1980, Wanda Vázquez travaille pour le département du Logement de Porto Rico, puis comme procureur du ministère de la Justice pendant vingt ans, ainsi qu'au sein de la division pénale du bureau du procureur de Bayamón. Elle est spécialisée dans les affaires d'abus domestique et sexuel.
En 2010, Vázquez est nommée pour remplacer Ivonne Feliciano à la tête du Bureau des droits de la femme de l'île. Le 30 novembre 2016, le gouverneur élu, Ricardo Rosselló, la nomme secrétaire à la Justice. Elle est confirmée puis prête serment le 18 janvier 2017.
Vázquez Garced devait initialement devenir gouverneur de Porto Rico après la démission de Ricardo Rosselló le 2 août 2019. Elle a été accueillie par une opposition. Des critiques ont réclamé sa démission pour cause d'allégations de corruption et d'incapacité de s'attaquer[À quoi ?]. Des protestations contre son projet de succession au poste de gouverneur ont eu lieu, le plus remarquable étant le Somos Más mars, en espagnol pour "We Are More", titre qui évoque un chant populaire lors des manifestations appelant à la démission de Rosselló[pas clair]. Garced a déclaré qu'elle n'avait aucun intérêt à devenir gouverneure et qu'elle n'occuperait ce poste que si la Constitution le lui imposait.
Le 31 juillet, Rosselló a annoncé la nomination de Pedro Pierluisi au poste de secrétaire d'État. Le secrétaire d'État remplace le secrétaire de justice dans l'ordre de succession. Cependant, le 1er août, le Sénat de Porto Rico a empêché Pierluisi d'être confirmé au poste de secrétaire d'État à temps pour la démission de Rosselló le 2 août. Après la démission de Rossello, Pierluisi a succédé au poste de gouverneur à la place de Garced. Cependant, il n'a pas été confirmé par le Sénat, mettant en cause la validité de son mandat de gouverneur[pas clair].

### Gouverneure de Porto Rico

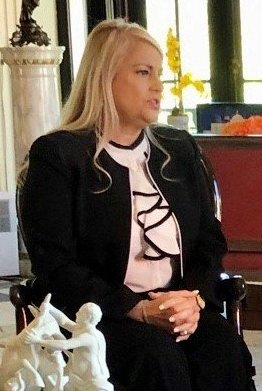
Wanda Vázquez en 2019.

Le 7 août 2019, la Cour suprême de Porto Rico déclare que Pierluisi avait été assermenté pour des motifs inconstitutionnels et le démet de ses fonctions à partir du même jour à 17 heures. Vázquez devient ainsi la deuxième femme gouverneure de Porto Rico.
Le 12 mars 2020, elle déclare l'état d'urgence et fait appel à la garde nationale en raison de la pandémie de Covid-19.
En mai 2020, au milieu d'une désillusion croissante à l'égard du statut territorial de Porto Rico[pas clair], Wanda Vázquez annonce un référendum en novembre 2020 pour décider si Porto Rico doit devenir un État américain.
Candidate à sa propre succession pour les élections générales, elle est cependant battue par Pedro Pierluisi lors de l'élection primaire du 16 août 2020.
En août 2022, Wanda Vázquez est inculpée de corruption, en lien avec le financement de sa campagne électorale de 2020. Si elle est reconnue coupable, elle encourt jusqu'à vingt ans de prison.

## Vie privée
Vázquez est marié à Jorge Díaz Reverón, juge à Caguas (Porto Rico), et a deux filles, Stephanie et Beatriz Díaz Vázquez.